# Curry (Programmiersprache)
Curry ist eine experimentelle funktionallogische Programmiersprache, die auf Haskell basiert. Sie vereint Elemente der funktionalen und logischen Programmierung, insbesondere Constraintprogrammierung.
Sie erweitert Haskell mit Ausnahme des Überladens mittels Typklassen; sie sind lediglich von einigen Implementierungen als Spracherweiterung enthalten, beispielsweise vom Münster Curry Compiler.

## Grundlagen
Es gibt keine Seiteneffekte im Gegensatz zu prozeduralen, objektorientierten oder den meisten anderen imperativen Sprachen. Daher spielt die Reihenfolge, in der Teilausdrücke ausgewertet werden, keine Rolle für den Wert des Ergebnisses. Ferner gibt es konzeptionell keine Funktionen mehr, an ihre Stelle treten Relationen mit Funktionscharakter, sog. Korrespondenzen. Im Gegensatz zu Funktionen sind diese nicht notwendig rechtseindeutig, das heißt für eine bestimmte Eingabe müssen sie nicht genau ein Ergebnis haben, insbesondere sind sie von vornherein partiell. Dadurch ist es möglich, nicht nur Konstruktoren, sondern auch Funktionsaufrufe beim Pattern Matching einzusetzen, die die darin vorkommenden Variablen nicht notwendigerweise eindeutig belegen. Das wird durch nicht-deterministische Bedarfsauswertung sinnvoll ergänzt.

## Strategien
Da es keine Seiteneffekte gibt, kann in einem funktionallogischen Programm mit beliebigen Strategien ausgewertet werden. Um Ausdrücke auszuwerten, verwenden die meisten Curry-Compiler eine Variante des needed narrowing, das Bedarfsauswertung mit nicht-deterministischen Suchtechniken verbindet. Im Gegensatz zu Prolog, das Rücksetzverfahren auf der Suche nach Lösungen verwendet, beschränkt sich Curry nicht auf eine bestimmte Strategie. Vielmehr gibt es Implementierungen von Curry, wie KiCS2, bei denen der Benutzer auf einfache Weise eine Strategie auswählen kann; unter anderem Tiefensuche, Breitensuche, iteratives Vertiefen oder paralleles Suchen.

## Belege
1. ↑  Current release:PAKCS Version 3.6.0 (10/11/23). 10. November 2023 (abgerufen am 14. November 2023).
2. ↑  Michael Hanus (ed.): Curry: A Truly Integrated Functional Logic Language.
3. ↑  Sergio Antoy and Michael Hanus: Functional Logic Programming. In: Communications of the ACM. 53. Jahrgang, Nr. 4. ACM, 2010, S. 74–85, doi:10.1145/1721654.1721675 (acm.org).
4. ↑  The Münster Curry Compiler: Source CodeA mirror of an experimental branch adding type classes to the Münster Curry compiler is available at . There is also a status page summarizing implemented changes and open issues.